# Woszczyneczka żółknąca
Woszczyneczka żółknąca, pseudowoszczynka płowa (Mycoacia gilvescens (Bres.) Zmitr.) – gatunek grzybów z rzędu żagwiowców (Polyporales).

## Systematyka i nazewnictwo
Pozycja w klasyfikacji według Index Fungorum: Mycoacia, Meruliaceae, Polyporales, Incertae sedis, Agaricomycetes, Agaricomycotina, Basidiomycota, Fungi.
Gatunek ten opisał w 1908 roku Giacomo Bresàdola, nadając mu nazwę Poria gilvescens. Obecną, uznaną przez Index Fungorum nazwę nadał mu Ivan V. Zmitrovich w 2018 r.
Synonimy:
- Ceriporiopsis gilvescens (Bres.) Domański 1963
- Ceriporiopsis gilvescens f. carneobrunnea (Pilát) Domański 1965
- Poria gilvescens Bres. 1908
- Poria gilvescens var. carneobrunnea Pilát 1936
- Tyromyces gilvescens (Bres.) Ryvarden 1973[2].

Stanisław Domański w 1965 r. nadał mu polską nazwę pseudowoszczynka płowa, Władysław Wojewoda w 2003 r. zmienił ją na woszczyneczka żółknąca. Obydwie nazwy są niespójne z aktualną nazwą naukową.

## Morfologia
Owocnik
Rozpostarty, poliporoidalny. Sąsiednie owocniki zlewają się z sobą tworząc plastry o długości do 15 cm, szerokości do 5 cm i grubości do 0,5 cm, zwykle jednak cieńsze. Brzeg na szerokości do 1 mm płonny, strzępiasto-puszysty, w starszych owocnikach zanikający i dość ostro zarysowany. Miąższ w stanie świeżym mięsisto-woskowaty, po wysuszeniu twardy, kruchy, z odstającym brzegiem. Powierzchnia hymenialna młodych owocników biała, w niektórych miejscach na brzegu różowawa, po dotknięciu, a także w stanie suchym różowawa, brunatnocielista, czerwonawa, różowo-brunatna, izabelowatobrunatna, w starszych owocnikach brudno-czerwono-brunatna lub ochrowa. Rurki o długości 1–4 mm, na pionowym podłożu dłuższe i częściowo otwarte, jasnobrunatno-czerwone, o ostrzach u młodych owocników gładkich i oprószonych gęstym, białym nalotem, w starszych owocnikach ząbkowate. Pory o średnicy 0,1–0,55 mm, obłe, koliste, podłużne lub wydłużone (nawet o długości do 0,65 mm), w starszych owocnikach dość często labiryntowate, w liczbie przeciętnie 3–5, wyjątkowo 6 na 1 mm. Miąższ o barwie nieco ciemniejszej od rurek.
Cechy mikroskopowe
System strzępkowy dimityczny. Strzępki generatywne ze sprzążkami, cienkie do nieco grubościennych, o średnicy 2–4 µm, często charakterystycznie pokryte małymi, pręcikowymi kryształkami. W hymenium brak cystyd i innych sterylnych elementów. Podstawki maczugowate, 4–sterygmowe, 14–18 × 4–6 µm, ze sprzążką w podstawie. Bazydiospory prawie cylindryczne, szkliste, cienkościenne, gładkie, nieamyloidalne, 3,5–4,5(–5) × 1,5–2 µm.

## Występowanie i siedlisko
Stwierdzono jego występowanie na wszystkich kontynentach poza Antarktydą. Najwięcej stanowisk podano w Europie, gdzie występuje na całym obszarze. Stanisław Domański podał 3 stanowiska w Polsce (w Bieszczadach 1960, 1963, 1971 i w Puszczy Białowieskiej1967, 1971). Bardziej aktualne stanowiska podaje także internetowy atlas grzybów. Znajduje się na Czerwonej liście roślin i grzybów Polski. Ma status E – gatunek wymierający, którego przeżycie jest mało prawdopodobne, jeśli nadal będą działać czynniki zagrożenia.
Nadrzewny grzyb saprotroficzny. W Polsce podano jego występowanie w lasach mieszanych na martwym drewnie drzew liściastych (buk zwyczajny) i iglastych (jodła pospolita). Rozwija się na powierzchni drewna, na leżących na ziemi pniach i gnijących pniakach, także w dziuplach leżących na ziemi pni. W Europie najczęściej występuje na buku, ale podano jego występowanie także na drzewach z rodzajów klon, grab, jesion, orzech, topola, dąb, jarząb i lipa.

## Gatunki podobne
Owocniki Ceriporiopsis gilvescens są dość zmienne morfologicznie, duża jest zwłaszcza różnica między osobnikami młodymi i starymi. Charakterystycznymi cechami tego gatunku są: poduszkowaty kształt, początkowo dość miękka, a po wyschnięciu twarda konsystencja oraz hymenofor pokryty białym nalotem. Po jego starciu pozostają na cieliste plamy. Bardzo podobny jest drobnoporak ceglastoczerwony (Ceriporiopsis incarnata), przez S. Domańskiego nazwany pseudowoszczynką ceglastoczerwoną lub pseudowoszczynką cielistą (wszystkie te nazwy są niespójne z nazwą naukową). Odróżnia się tym, że rozwija się na drewnie drzew iglastych.
Mikroskopowo dobrymi cechami rozpoznawczymi Ceriporiopsis gilvescens są prawie cylindryczne zarodniki i inkrustacja strzępek.